# Pearsonov koeficient korelacije
Pearsonov koeficient korelacije (rxy, ρxy) je matematična in statistična številska mera, ki predstavlja velikost linearne povezanosti spremenljivk {\displaystyle X\!\,} in {\displaystyle Y\!\,}, merjenih na istem predmetu preučevanja. Koeficient je definiran kot vsota vseh produktov standardnih odklonov obeh vrednosti v razmerju s prostostnimi stopnjami, oziroma kot razmerje med kovarianco in produktom obeh standardnih odklonov:
{\displaystyle r_{xy}={\frac {\sum z_{x}z_{y}}{N-1}}\!\,,}
kjer je:
- {\displaystyle z_{x}\!\,} – z-vrednost spremenljivke {\displaystyle X\!\,},
- {\displaystyle z_{y}\!\,} – z-vrednost spremenljivke {\displaystyle Y\!\,},
- {\displaystyle N\!\,} – število vseh statističnih enot.

ali:
{\displaystyle r_{xy}={\frac {C_{xy}}{\sigma _{x}\sigma _{y}}}\!\,,}
kjer je:
- {\displaystyle C_{xy}\!\,} – kovarianca,
- {\displaystyle \sigma _{x}\!\,} – standardni odklon spremenljivke {\displaystyle X\!\,},
- {\displaystyle \sigma _{y}\!\,} – standardni odklon spremenljivke {\displaystyle Y\!\,}.

Dobljeni rezultat je eden izmed kvadratnih korenov (bodisi pozitiven bodisi negativen) koeficienta determinacije {\displaystyle r_{xy}^{2}\!\,}, ki je razmerje med pojasnjeno varianco in skupno varianco:
{\displaystyle r_{xy}^{2}={\frac {\sum (Y'-{\overline {Y}})^{2}}{\sum (Y-{\overline {Y}})^{2}}}\!\,,}
kjer je:
- {\displaystyle Y\!\,} – dejanska vrednost dane spremenljivke {\displaystyle Y\!\,},
- {\displaystyle Y'\!\,} – predvidena vrednost iste spremenljivke {\displaystyle Y\!\,} ob znani korelaciji med {\displaystyle X\!\,} in {\displaystyle Y\!\,} ter vrednosti {\displaystyle X\!\,}.

Pogoj za računanje tega koeficienta je linearna odvisnost obeh vpletenih spremenljivk. Za določanje povezanosti spremenljivk, ki niso povezane linearno, se uporablja Spearmanov koeficient korelacije.

## Vrednost
Vrednost Pearsonovega koeficienta korelacije se lahko nahaja med vrednostima -1 in 1. Tako vrednost -1 predstavlja popolno negativno povezanost spremenljivk, pri čemer je na grafu odvisnosti videti le ravno črto, ki z naraščajočo neodvisno spremenljivko potuje navzdol; obratno vrednost 1 pomeni popolno pozitivno povezanost in navzgor usmerjeno črto na grafu. V praktičnem preizkušanju odvisnosti in uporabni statistiki je skoraj nemogoče izračunati popolno (funkcijsko) odvisnost -1 ali 1, saj na posamezno odvisno spremenljivko vpliva praviloma več dejavnikov, med njimi tudi slučajni vplivi. Pearsonov koeficient 0 označuje ničelni vpliv ene spremenljivke na drugo.
Izračunano povezanost se lahko opiše tudi tako :
- 0,00 – ni povezanosti
- 0,01-0,19 – neznatna povezanost
- 0,20-0,39 – nizka/šibka povezanost
- 0,40-0,69 – srednja/zmerna povezanost
- 0,70-0,89 – visoka/močna povezanost
- 0,90-0,99 – zelo visoka/zelo močna povezanost
- 1,00 – popolna (funkcijska) povezanost

Enačbo, ki najbolje opisuje linearno odvisnost obeh spremenljivk, je moč izračunati z linearno regresijo. Ta enačba je ob visokih vrednostih Pearsonovega koeficienta (bližina -1 oziroma +1) najbolj točna.
Pearsonov koeficient korelacije je imenovan po britanskem statistiku Karlu Pearsonu, navzlic temu pa ga je prvi uporabljal Anglež Francis Galton.